# 野村瑠里
野村 瑠里（のむら るり、7月6日 - ）は、日本のモデル、歌手。

## 人物・来歴
兵庫県神戸市出身、東京都渋谷区、東京都目黒区を経て、現在は東京都世田谷区在住。身長168cm。スリーサイズはバスト88cm、ウエスト61cm、ヒップ90cm。脚の長さが特徴のモデルで股下84cm。血液型はB型。
趣味・特技はゴルフ。
2013年7月、ミス・ワールド2013ジャパン審査員特別賞を受賞。
2014年現在は司会とモデルの仕事をしており、番組レギュラーはとちぎテレビ「チーム大地のゴルフON＆ON! ～橋本大地のフェード最強論」、下北FM「アイドルライブ情報部」などでシンデレラフェスなどでもMCとして活躍。
モデル業はCanCamやポコチェなどやTokyoFashionCollection などファッションショーに出演している。
2022年3月株式会社ルーリスを設立。

## 出演
2013
- ミス・ワールド2013ジャパン 審査員特別賞

### テレビCM
2018
- サッポロ 「ホワイトベルグ」

2015
- 株式会社エムティーアイ 「ライフレンジャー」

2013
- エアウィーヴ　実感の声編

2009
- 日本テレビ 報道番組「バンキシャ」

2008　
- TeNYテレビ新潟 モーターフェスティバル

2008
- 中京テレビ 「ダイハート」

2007
- 京葉銀行
- ドスペ!『クイズ!ギョーカイ大百科』（テレビ朝日）
- さんまのSUPERからくりTV（TBSテレビ）

2006
- エステティックサロン『WAM』

### ドラマ
2010
- 横山秀夫サスペンス #2 誤報　WOWOW

2014
- とちぎテレビ 「チーム大地のゴルフON＆ON! ～橋本大地のフェード最強論」司会
- 鼠、江戸を疾る 第6話 NHK - 小夜の方 役

### テレビ番組
2011
- 日本テレビ「しか〜も!!」

2012
- BS日テレ「吉澤ひとみの「トレンド+よっすぃーナビ」」

2013
- BS日テレ「吉澤ひとみのトレンド+よっすぃナビ」

2014
- とちぎテレビ 「チーム大地のゴルフON＆ON! ～橋本大地のフェード最強論」司会

### 広告
- 株式会社博水社 ハイサワー（2006-2013）
- ホリスティック ケアサロン プリセンス（2010）
- サントリー黒烏龍茶　黒烏龍茶倶楽部　黒烏龍茶ランチ部（2011）

2013
- クイーンズ伊勢丹 店頭ポスター広告(Yahoo！カードケース)

2019.11月〜2月
- カインズホーム CM、HP、店頭広告

2020年12月14日～2021年12月13日
- ダイソン エアラップ スタイラー テレビ番組、CM、HP、店頭広告、雑誌、web広告、イベント広告など

### イメージキャラクター
- 株式会社博水社 ハイサワー（2006-2011）
- JR山手線大崎駅 1日駅長（2008）
- DOGCOCOMO フリーペーパー ドッグココモ グラ・ビ・アン（2010）
- 明治乳業 ブルガリアのむヨーグルトLB81『腸美人隊』（2010）
- 明治乳業「R-1チア部」（2011）
- KITTYROBOT GIRLS

### ラジオ
2007
- TOKYO FM　Wonderful World公開収録

2010
- TBSラジオ 「大沢悠里のゆうゆうワイド」 5月31日

2011
- 和歌山放送「きょうも全力投球!!」10月16日

2012
- FM SETAGAYA「CRC＋」(FM83.4MHz) 8月4日（土）24:00～25:00 ゲスト出演
- FM愛知「LuXWALTZ」8月15日20:30〜21:00 OA ゲスト出演

2012-2016
- 下北FM 毎週木曜日21:00〜21:20 SEGA it-tells 提供「アイドルライブ情報部」 レギュラー

2018
- 市川うららFM ステラ★ミュージックDRIVE 10月25日OA ゲスト出演

### 雑誌
2007　
- 別冊SAKURA 12月号
- ギャルズパラダイス オートサロン2007特集
- FLASH EX
- 徳間書店 BestGear　8月号
- 芸文社 L/S（エル/エス）8月号
- マガジンボックス LUXG 1月号、8月号、9月号
- 週刊ファミ通 10月19日号
- Goo WORLD (グーワールド) 関東版 11月号

2008
- 週刊大衆 6月9日
- PS 8月号
- BestGear 8月号
- マガジンボックス LUXG 9月号
- 週刊現代

2009　
- ギャルズパラダイス オートサロン2009特集
- BestGear

2010　
- 週刊FLASH 1月25日号
- ギャルズパラダイス オートサロン2010特集
- 2010東京オートサロンオフィシャルブック
- 講談社 ベストカー 2月26日号
- 学研「FYTTE(フィッテ)」

2011
- BLACK BOX (ブラック・ボックス) 2月号
- 週刊実話 2月17日
- ギャルズパラダイス 2011 オートサロン編

2012
- 「週刊パーゴルフ」2月7日号
- 「週刊パーゴルフ」3月6日号
- 「週刊パーゴルフ」5月22日号
- カー雑誌 「VIP STYLE」
- 「わかさ」 10月号 表紙
- 「週刊パーゴルフ」11月27日号（11月13日発売）

2013
- 「わかさ」 2月号 表紙
- 「わかさ」4月号
- 「るるぶ ペットとおでかけ 首都圏から」’13～’14
- 「テレビライフ」
- 「週刊パーゴルフ」4月16日号
- 「週刊パーゴルフ」10月15日号
- 「わかさ」12月号

### 新聞
2007　　
- 日刊ゲンダイ

2008　　
- デイリースポーツ 5月4日
- 朝日新聞
- 日本外食新聞
- 外食日報
- 品川経済新聞

2010
- 東京スポーツ新聞 4月26日、5月16日、10月12日
- 朝日新聞 5月10日、6月28日
- 夕刊フジ 6月18日、8月26日
- スポーツ報知 9月9日、10月15日
- 日刊スポーツ 10月10日
- 日刊ゲンダイ
- 大阪日日新聞

2011　
- 佐賀新聞 10月16日
- 日刊スポーツ
- 毎日新聞

2012　
- スポーツ報知 2月16日
- 中日スポーツ 2月17日

2013
- 東京スポーツ新聞 3月1日
- 朝日新聞 3月1日
- 夕刊フジ
- スポーツ報知 4月5日

### フリーペーパー
2008　
- まだまだ現役倶楽部

2010
- DOGCOCOMO Vol.8、9、10
- フリーペーパーma-ne 静岡東部版、西湘・秦野版 3月号表紙
- 和歌山タウン情報アガサス

2012　
- free magazine Poco'ce ポコチェ 2月25日
- free magazine Poco'ce ポコチェ 3月25日
- free magazine Poco'ce ポコチェ 4月25日
- free magazine Poco'ce ポコチェ 5月25日
- free magazine Poco'ce ポコチェ 6月25日
- 東京ヘッドライン-TOKYO HEADLINE-　6月4日
- free magazine Poco'ce ポコチェ 7月25日
- free magazine Poco'ce ポコチェ 8月25日
- free magazine Poco'ce ポコチェ 9月25日
- free magazine Poco'ce ポコチェ 10月25日
- free magazine Poco'ce ポコチェ 11月25日
- free magazine Poco'ce ポコチェ 12月25日
- free magazine Poco'ce ポコチェ 1月25日
- free magazine Poco'ce ポコチェ 2月25日
- free magazine Poco'ce ポコチェ 3月25日
- free magazine Poco'ce ポコチェ 4月25日
- free magazine Poco'ce ポコチェ 5月25日
- free magazine Poco'ce ポコチェ 6月25日
- free magazine Poco'ce ポコチェ 7月25日
- free magazine Poco'ce ポコチェ 8月25日

### ネットCM
- ハイッピー（博水社、2006-2008）
- SONY VAIO type L （2007-2009）

### ネット動画
2010　
- 日本アロマ環境協会　http://www.aromakankyo.or.jp/book/hand.html

2020
- MTG e-3x 除菌についてのママ座談会

KIDSNAメディア　動画記事
https://kidsna.com/magazine
 
2020
- 東京ドーム　アソボーノ

KIDSNAメディア　動画記事
https://kidsna.com/magazine
 

### レース
2007
- S耐 カルラレーシング レースクィーン
- ポルシェカップ2007 カルラレーシング

2008
- MOTO GP フィアットヤマハ
- TOYOTA&パナソニック F1前夜祭

### ファッションショー
- ジョイフル恵利ファッションショー（2007年9月9日）
- kotoriイヤフォン × ファッションショー（2011）
- LOOSEファッションショー（2011）
- momoファッションショー（2011）
- cesseファッションショー「kirari」（2011年11月28日）
- MILLION CARATSファッションショー「kirari」（2011年11月28日）
- mod's hair×ESMODファッションパーティ 『connect house 』（2011年12月22日）
- OMG -Launch Party-(2012年4月21日)
- AIGLE 20th Birthday Party (2013.3.15)
- ミス・ワールド2013ジャパン ファイナリスト 審査員特別賞 (2013)
- 東京タワー55周年記念イベント「SAKURA Collection」(2013.10)

### ヘアショー
- ヴィダルサスーン ヘアショー（2010年6月9日-10日）

### DVD
- 1stDVD「PEACE」（2008）
- 2nd DVD「会いたかった」（2011）